# Інокентій Ставицький
Іван Ставицький  (чернече ім'я — Інокентій; *1761 — †1808, Кам'янець-Подільський) — український релігійний та освітній діяч. Професор філософії та префект Києво-Могилянської академії. Ректор Подільської духовної семінарії.

## Біографія
Походив з родини польського шляхтича. Прийняв чернечий постриг у Київському Софійському монастирі ще під час навчання в Києво-Могилянській академії (1780).
Після закінчення її повного курсу працював викладачем у Переяславській духовній семінарії (1786—1788): викладав у вищому класі грецьку мову, граматику, географію та історію.
Обдарованість Інокентія не лишилася поза увагою КМА, яка в серпні 1788 повернула здібного вихованця. Викладав у вищому граматичному класі, з 1793 — у класі риторики, також арифметики та німецької мови. Від 1795 до 1800 — професор філософії та префект Києво-Могилянської академії, замінив на цій посаді свого однофамільця А. Ставицького.

### На анексованих територіях Речі Посполитої
1793 Російська імперія анексувала у Речі Посполитої правобережну Україну. Нова влада вдалася до агресивної конфесійної політики, насаджюучи синодальне московське православ'я. Дієвими агентами цієї справи були випускники Києво-Могилянської академії останніх років її існування. Серед них — Інокентій Ставицький. Отже, 1800 його призначено ректором та професором богослов'я Шаргородської Подільської семінарії, архімандритом Шаргородського Миколаївського монастиря [Архівовано 25 грудня 2015 у Wayback Machine.] новоствореної Кам'янець-Подільської єпархії Відомства православного сповідання Російської імперії (так тоді називалася РПЦ).
Після переведення семінарії з Шаргорода до Кам'янця-Подільського (1806) Інокентій призначений настоятелем Кам'янець-Подільського Троїцького монастиря, однак через хворобу не міг вчителювати, тому обов'язки професора богослов'я у Подільській семінарії на той час виконував С. Романовський, який після смерті Ставицького замінив його й на посаді ректора семінарії.